# Geumma-myeon, Hongseong-gun
Geumma-myeon (koreanska: 금마면) är en socken i kommunen Hongseong-gun i provinsen Södra Chungcheong i Sydkorea, 110 km söder om huvudstaden Seoul.